# Roberta
Roberta je  žensko osebno ime.

## Izvor imena
Ime Roberta je ženska oblima moškega osebnega imena Robert.

## Različice imena
Berta, Robertina, Robin

## Tujejezikovne različice imena
- pri Italijanih: Roberta, Robertina
- pri Madžarih: Roberta, Robertina
- pri Poljakih: Roberta

## Pogostost imena
Po podatkih Statističnega urada Republike Slovenije je bilo na dan 31. decembra 2007 v Sloveniji število ženskih oseb z imenom Roberta: 74.

## Osebni praznik
V koledarju je ime Roberta uvrščeno k imenu Robert.

## Zanimivost
Roberta je tudi ime asteroida: 335 Roberta